# Ratpenat de Murray
El ratpenat de Murray (Pipistrellus murrayi) era una espècie de ratpenat de la família dels vespertiliònids que només es trobava a l'Illa Christmas. Es considera com extinta. El darrer exemplar va ser observat a l'agost de 2009 i malgrat molts esforços, no se'n van trobar d'altres.
Fou descrit per Charles William Andrews el 1900. El seu hàbitat natural era fusta morta i a buits d'arbres. La pèrdua d'hàbitat i la introducció d'altres espècies van causar la seva extinció, tot i que la causa definitiva encara no és clara: predació, malaltia, enverinat o excés d'ús de l'insecticida fipronil.